# Resistenza baltica
La resistenza baltica è il movimento armato clandestino di opposizione prima all'occupazione sovietica dei paesi baltici, iniziata nel 1940 dall'URSS, poi all'occupazione tedesca negli anni 1941-1944 e infine, per mezzo di guerriglieri detti Fratelli della foresta, contro l'Unione Sovietica dopo la fine della seconda guerra mondiale e fino alla metà degli anni cinquanta.

## Estonia
Il movimento di resistenza estone (Estonian Eesti vastupanuliikumine), per via dell'atteggiamento insolitamente clemente dei tedeschi e dunque diverso dalla rigidità del biennio sovietico, si sviluppò più lentamente su vasta scala che nei altri due Paesi.

### Contesto storico

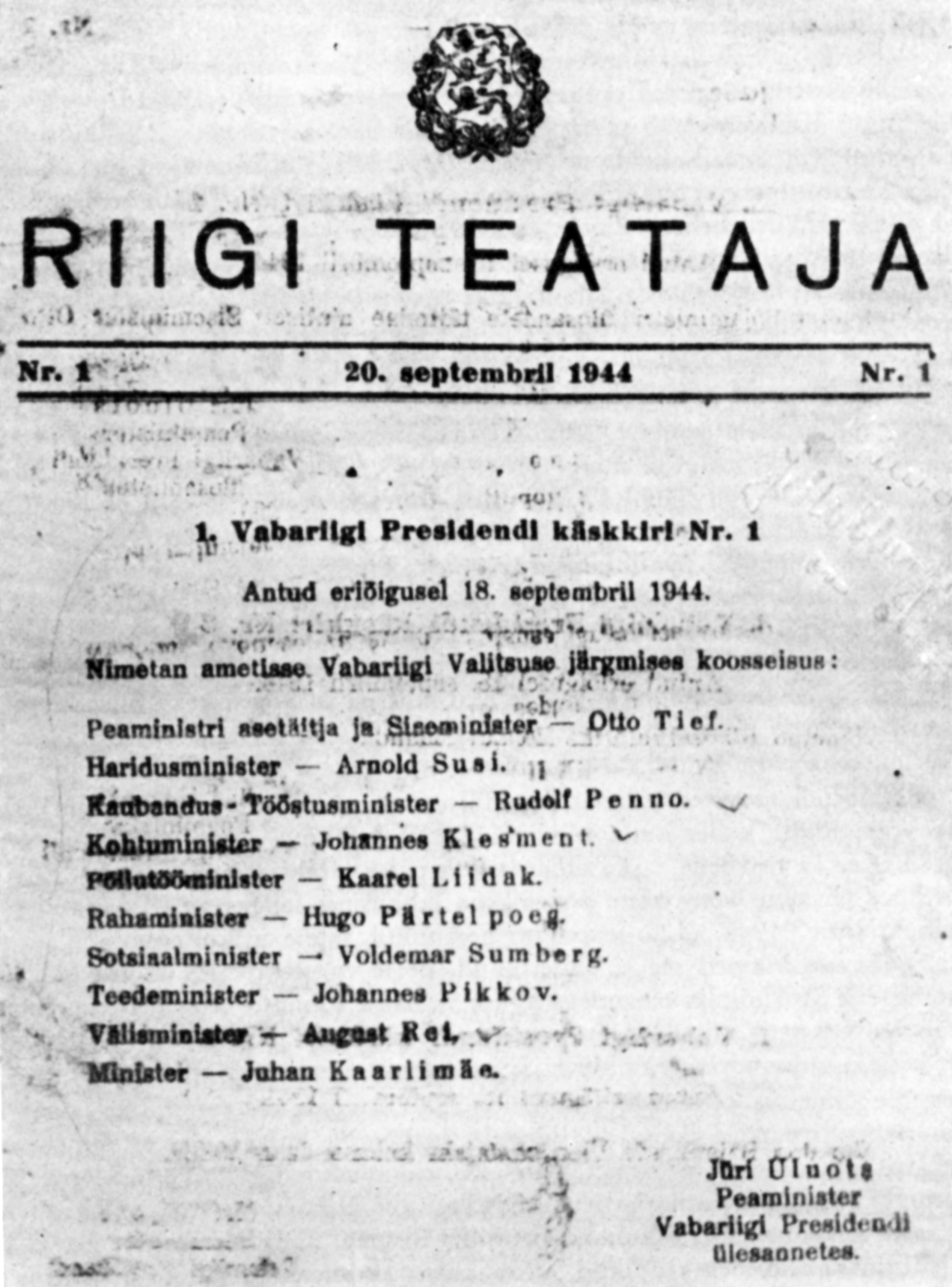
Proclama del 18 settembre 1944 sul quotidiano Riigi Teataja in cui si indicano i membri del governo dell'Estonia

Benché inizialmente si avvertiva una generale gratitudine nei confronti della Germania, avvertita come liberatrice dell'Estonia dall'occupazione sovietica, la guerra fece mutare l'opinione dei baltici. La richiesta dell'ex primo ministro Jüri Uluots alle autorità di occupazione tedesche di istituire un governo estone indipendente fu respinta e Adolf Hitler successivamente nominò Alfred Rosenberg come Reichkommissar della nuova amministrazione civile tedesca appena costituita. Quando divenne evidente che i tedeschi non avrebbero permesso il ripristino dell'indipendenza dello stato estone, il rapporto tra tedeschi ed estoni si deteriorò irreversibilmente. Il risentimento pubblico iniziò a crescere contro la Germania dal 1942, quando fu imposta la coscrizione degli uomini in età militare nei battaglioni della polizia, l'introduzione del progetto di lavoro e la riduzione delle razioni alimentari: l'Autogestione estone, il governo fantoccio locale, divenne mal visto dalla popolazione per aver tentato di imporre questa coscrizione. Hjalmar Mäe, capo dell'Autogestione, divenne presto impopolare per le sue critiche al presidente Konstantin Päts.  I tedeschi offrirono la carica occupata da Mäe più volte a Jüri Uluots, ma egli rifiutò.
Il popolo estone percepì di godere di minore libertà rispetto alla precedente occupazione tedesca del 1917–1918, in particolare con riferimento alla comunità ebraica locale, perseguitata nel corso del conflitto, e notò lo sfruttamento indiscriminato delle risorse naturali del paese da parte dell'occupante. Un nazista olandese in visita in Estonia nel giugno 1942 definì la "coscienza nazionale" del popolo estone "sciovinista", ragion per cui non sarebbe stato possibile rintracciare cittadini favorevoli ad un'unione con la Germania.

### Combattenti filo-indipendentisti
Nonostante il processo di costituzione fu lento, nel corso della guerra si formò un movimento di resistenza estone clandestino, i cui membri auspicavano l'ausilio delle potenze occidentali per ottenere supporto. Le divisioni politiche esistenti prima del 1940 erano palpabili nei ribelli, affiliati o al governo di Päts o ai gruppi di opposizione come il Centro Nazionale e i partiti socialisti dei lavoratori. La resistenza allestì un sistema di comunicazioni interne e di produzione della stampa clandestini e risultò favorita dalla vicinanza geografica con Svezia e Finlandia, come dimostra il fatto che i combattenti di Tartu e di Tallinn riuscirono a preservare i contatti con Londra e Stoccolma tramite il diplomatico estone di sede in Finlandia. Inoltre, la rotta marittima Tallinn-Stoccolma fu frequentemente percorsa tramite motoscafo al fine di fornire informazioni utili.
Inizialmente esistevano numerose organizzazioni clandestine come il Fronte Estone Libero (Vaba Eesti Võitlusrinne, VEVR), istituito nell'agosto 1942 e diretto da Juhan Reigo e Endel Inglist. Il VEVR pubblicò 14 edizioni di un giornale antinazista noto come Vaba Eesti (Estonia libera). Un altro giornale emesso di nascosto era intitolato Võitlev Eestlane (Il combattente estone) ed era strettamente affiliato a coloro che lavoravano al Postimees. Nell'autunno del 1941, la versione precedente del Comitato nazionale della Repubblica di Estonia fu fondato da Heinrich Mark, Ants Oras e Jaan Ots. L'organizzazione era capeggiata da Ernst Kull nel 1943 ed era attraverso i suoi sforzi che i vari gruppi furono fusi in un'opposizione unificata al dominio nazista.

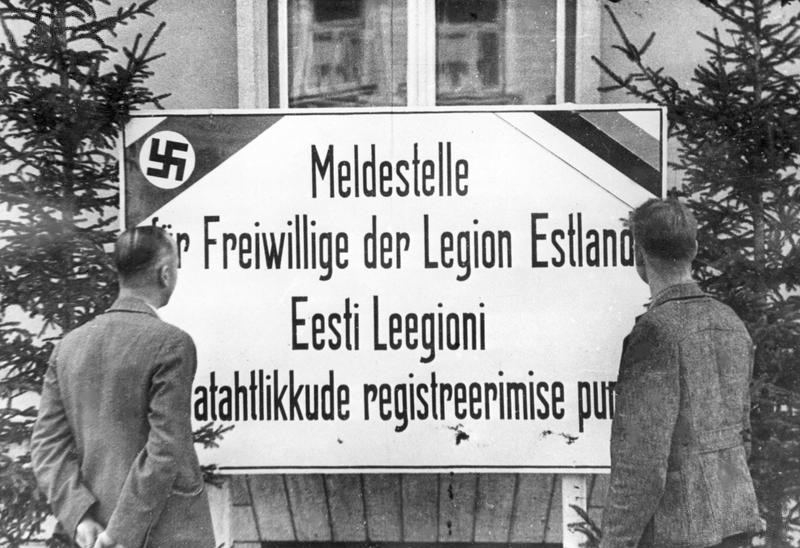
Centro di reclutamento per i volontari della Legione estone, settembre 1942

Nel giugno 1942 gli esponenti politici dell'Estonia sopravvissuti alla repressione sovietica tennero una riunione segreta in cui si discusse delle potenze occupanti dell'Estonia, della possibilità di formare un governo nazionale clandestino e delle opzioni disponibili per preservare la continuità della repubblica. Il 6 gennaio 1943 avvenne un incontro presso la delegazione estone che si trovava a Stoccolma, in Svezia. Fu deciso che, al fine di preservare la continuità giuridica della Repubblica d'Estonia, l'ultimo primo ministro eletto secondo le procedure costituzionali nazionali, Jüri Uluots, doveva continuare ad esercitare le sue funzioni in carica di primo ministro.
Il movimento formò successivamente il Comitato nazionale della Repubblica estone (in estone: Eesti Vabariigi Rahvuskomitee) nel marzo 1944. L'iniziativa di creare tale organo fu ipotizzata dai partiti di opposizione estoni prima della guerra, venendo poi condivisa da Jüri Uluots, l'ultimo primo ministro eletto secondo procedure costituzionali, e dai suoi sostenitori. Il Comitato aveva lo scopo di istituire un governo provvisorio durante il ritiro ormai verosimile della Germania quando l'Armata Rossa raggiunse il confine con l'Estonia il 2 febbraio 1944. Nell'aprile 1944 un gran numero di membri del comitato - circa 200 se si contano anche i vari funzionari che avevano compiti burocratici - furono arrestati dalle Agenzie di sicurezza tedesche. Ad ogni modo, gli esponenti più rappresentativi dei movimenti di resistenza sfuggirono all'arresto, compromettendo però le loro attività fino alla metà di giugno del 1944. Nel giugno del 1944 l'assemblea elettorale della Repubblica d'Estonia si riunì nuovamente in gran segreto e nominò Jüri Uluots come primo ministro assegnandogli pieni poteri. Il 21 giugno Jüri Uluots nominò Otto Tief viceministro. Mentre i tedeschi si ritiravano, il 18 settembre 1944 Jüri Uluots formò un governo avvalendosi dell'ausilio dal vice primo ministro Otto Tief, il quale ne prese poi il posto perché Uluots soffriva di cancro. Alla proclamazione del ripristino della sovranità da parte dell'esecutivo estone nello stesso giorno, le unità militari estoni presero possesso degli edifici governativi di Toompea, un quartiere di Tallinn, e intimarono alle forze tedesche di andarsene. I 4 giorni in cui l'Estonia esistette politicamente anche de iure furono gli unici in 47 anni. Il 20 settembre la bandiera nazista su Ermanno il Lungo (Pikk Hermann) venne rimossa e fu rimpiazzata dal vessillo estone. Il governo di Tief non riuscì a mantenere il controllo, tentando invano di allestire la difesa della capitale contro l'avanzata dell'Armata Rossa con l'impiego degli uomini che avevano combattuto nel 200º Reggimento di fanteria finlandese e di un'unità militare organizzata da Johan Pitka. Poiché non fu mai ritrovato il corpo di questo'ultimo, si presume sia morto in circostanze ignote qualche settimana più tardi. La maggior parte dei membri e dei funzionari furono catturati, imprigionati, espulsi o giustiziati dai sovietici che avanzavano.

### Resistenza filo-sovietica
Un piccolo numero di estoni decise di non schierarsi con i nazisti e di combattere a sostegno dei sovietici eseguendo azioni di sabotaggio e pubblicando manifesti propagandistici illegali. Tra i principali combattenti, possono ricordarsi Rein Alasoo, Evald Laasi, Georgi Loik, Aleksander Looring e altri.  Arnold Meri, un partigiano filo-sovietico, ha così motivato la sua scelta durante un'intervista: "La partecipazione dell'Estonia alla seconda guerra mondiale risultava inevitabile. Ogni estone poteva assumere solo una decisione: da che parte stare in quella sanguinosa battaglia: i nazisti o la coalizione anti-hitleriana" aggiungendo che la gran maggioranza degli estoni avrebbe preferito aver i francesi o gli inglesi come alleati, ma la posizione geografica del paese li obbligava a combattere a fianco dell'URSS.

## Lettonia

### Contesto storico
Furono molti i lettoni che resistettero all'occupazione della Lettonia da parte della Germania nazista. Il movimento di resistenza lettone risultò diviso tra chi combatteva per l'indipendenza sotto le direttive del Consiglio centrale lettone e chi combatteva nel movimento partigiano filosovietico. Daugavpils, insediamento nel sud del Paese, fu teatro di una feroce difesa messa in atto da cittadini ebrei che tentavano di contrastare le procedure di esecuzione dell'Olocausto. A contrastare attivamente le politiche naziste furono diversi cittadini, tra cui può ricordarsi Žanis Lipke, il quale riuscì a mettere in salvo più di 50 ebrei. Lo Stato di Israele ha riconosciuto 138 lettoni (fino al 1º gennaio 2019) come Giusti tra le nazioni per aver tentato, a costo della propria stessa esistenza, di salvare cittadini ebrei durante l'Olocausto.

### Movimenti di resistenza nazionale
La resistenza in Lettonia era organizzata in maniera molto confusa: essa includeva combattenti che resistevano all'occupazione sovietica, lavorando dunque assieme alle forze tedesche, sostenitori dei russi che si opponevano ai nazisti e gruppi di nazionalisti che si opponevano a entrambe le fazioni straniere sopraccitate con l'intento di restaurare l'indipendenza della Lettonia. Non mancarono casi di lettoni che passarono dall'uno all'altro gruppo a seconda dell'andamento della guerra. Infine, c'erano persone che si sentivano perseguitate, soprattutto ebrei, che resistevano a chiunque cercasse di ucciderli, compresi lettoni e tedeschi.

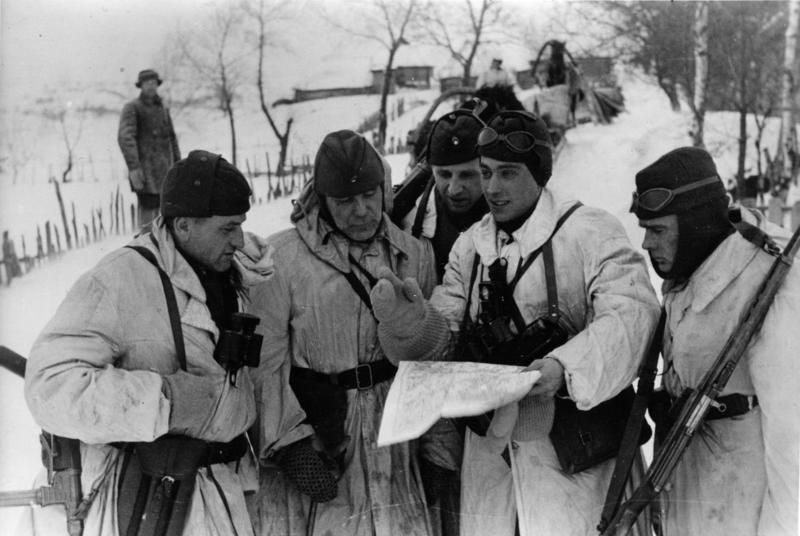
Procedure di coordinamento prima di un'operazione di sabotaggio di un gruppo di partigiani lettoni

Il 13 agosto 1943, i membri dei quattro maggiori partiti politici locali fondarono il Consiglio centrale lettone: da allora, cominciarono a circolare copie illegali dei quotidiani Jaunā Latvija (Nuova Lettonia) e Neatkarīgā Latvija (Lettonia indipendente). Gli articoli editi vertevano sull'ipotesi di ripristinare la democrazia in Lettonia dopo la guerra.

#### Cureliani
Il Consiglio centrale lettone riuscì a formare la propria unità militare, mascherata da corpo di sorveglianza nazionale, comandata dal generale Jānis Curelis e i cui uomini che ne facevano parte erano popolarmente conosciuti come Cureliani (in lettone: Kurelieši). Nata il 28 luglio 1944 per direttiva di Veide, l'amministratore del comune di Riga, lo scopo ufficialmente dichiarato dell'unità era quello di combattere i partigiani sovietici, di recente paracadutatisi in gran numero, e reclutare lettoni fedeli alla causa tedesca da spedire in regioni influenzate dai sovietici.
Il numero di Cureliani è incerto. Le stime forniscono una cifra che varia da 1.200 a 16.000 elementi, mentre ai tedeschi fu detto che il gruppo poteva fare affidamento su soli 500 uomini. I volontari si unirono spesso per sentito dire e accettarono di andare incontro alla possibilità di scontrarsi sia con i sovietici che con i nazisti: qualora i tedeschi si fossero ritirati, il compito, abbastanza ambizioso, avrebbe dovuto consistere nel mantenimento della regione fino all'arrivo degli aiuti delle potenze occidentali. Il 23 settembre i Cureliani si ritirarono attraverso Riga nel nord della Curlandia, lasciandosi alle spalle un gruppo di 150 uomini per operare dietro le linee sovietiche. Il corpo militare aiutò il Consiglio centrale lettone ad effettuare spostamenti via mare verso la Svezia, in maniera tale da stabilire anche un contatto radio con il Paese scandinavo.
Il 14 novembre i tedeschi circondarono e disarmarono i Cureliani. Sette dei loro ufficiali (incluso Upelnieks, membro del comitato militare del Consiglio centrale lettone clamdestino) furono condannati a morte da un tribunale militare nazista e fucilati a Liepāja il 19 novembre. Un battaglione comandato dal tenente Rubenis combatté i tedeschi per tre giorni prima di venire annientato; Rubenis cadde quando i lettoni tentarono di contrattaccare per evitare di finire accerchiati, mentre alcuni riuscirono a fuggire e ad abbandonare il campo di battaglia. Il generale Kurelis fu deportato invece in Germania e 545 dei suoi uomini furono spediti al campo di concentramento di Stutthof.

### Partigiani sovietici
Ad eseguire scontri armati dietro le linee di fronte tedesche furono essenzialmente soldati dell'Armata Rossa, in particolare la Divisione di fucilieri lettoni sovietica e le guardie del popolo. Benché i primi attacchi avvennero già nel 1942, un anno dopo la conquista tedesca, le operazioni condotte dai partigiani in Lettonia avvennero in maniera più concreta solo nel 1943, dopo che l'Heeresgruppe B non riuscì a penetrare Stalingrado e Kursk. Nello stesso periodo, prese vita il reggimento partigiano "Par padomju Latviju" (per la Lettonia sovietica), dispiegatosi nel giugno del 1942 a Leningrado: inoltre, da Staraja Russa tre piccole unità partigiane lettoni (circa 200 uomini) si diressero verso il Paese baltico. Il 7 luglio il reggimento raggiunse il distretto di Ludza, ma i tedeschi riuscirono a sorprenderli e causarono gravi perdite, tanto che solo alcuni partigiani riuscirono a fuggire. Una successiva unità partigiana fu formata nel settembre 1942 per volere di Mosca da volontari della 201ª divisione lettoni di fucilieri e dal reggimento lettone partigiano "Par Padomju Latviju", guidato da Vilis Samsons e cominciò a combattere ad est del confine lettone, penetrando solo nell'inverno del 1943 in Lettonia. A marzo l'unità fu ribattezzata in Brigata partigiana lettone. Dato che la popolazione lettone non avrebbe sostenuto i partigiani sovietici, i progressi ottenuti furono irrisori.
Dal gennaio 1943 i partigiani rossi in Lettonia furono direttamente subordinati alla sede centrale di Mosca e sotto la direzione di Arturs Sproģis. Un'altra figura di spicco fu Vilis Samsons, in seguito divenuto uno storico. Complessivamente, in Lettonia militarono 24 unità partigiane e 33 gruppi più piccoli e si stima che in totale 12.000 lettoni ostacolarono i tedeschi. Da marzo 1944 a luglio si formarono 4 brigate:
- 1ª brigata: composta da circa 3000 uomini (comandante V. Samsons), combatté nella Lettonia settentrionale e nord-orientale;
- 2ª Brigata: circa 1500 uomini, (comandante P. Ratins) operò nella parte centrale della Lettonia;
- 3ª brigata: circa 500 uomini, (comandante Otomars Oškalns) attiva nella Semigallia meridionale;
- 4ª brigata: agì assieme alla terza e anch'essa era formata da circa 500 uomini.

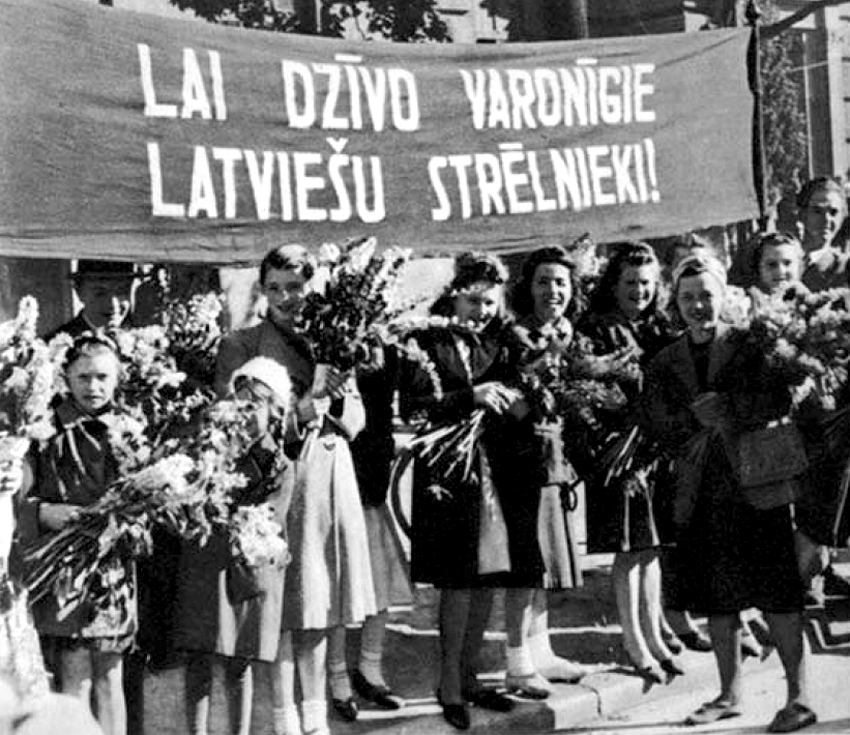
Un gruppo di donne accoglie l'ingresso del 130º Corpo di fucilieri lettoni a Riga il 16 ottobre 1944

I partigiani della brigata di Leningrado, tutti di etnia russa e agli ordini di M. Klementyev, si resero protagonisti delle battaglie avvenute nei pressi del lago Lubāns. Nel 1944 e nel 1945 in Curlandia si costituirono molte unità partigiane (da 2 a 12 uomini ciascuna) che, sebbene piccole, furono molto attive: la più nota di esse fu "Sarkana bulta" (Freccia rossa). I partigiani rossi lettoni subirono grandi perdite nel corso dei mesi e molte delle cellule più piccoli non riuscirono a sopravvivere. Il movimento partigiano rosso in Lettonia si sciolse nell'ottobre 1944.

## Lituania
In Lituania, le lotte partigiane contro i nazisti furono poche poiché la convivenza con i tedeschi era abbastanza tranquilla e non arrecava disordini. Il fenomeno del collaborazionismo fu molto diffuso in questo Paese, tanto che gli storici ritengono sia questa la causa del perché più del 95% della numerosa comunità ebraica locale fu sterminato.
Gli unici esempi di partigiani anti-nazisti furono i socialisti e comunisti che si limitavano a spiare o in rari casi sabotare le SS locali.

### Prima occupazione sovietica
Nel 1940, il presidente Antanas Smetona fuggì in Germania, non volendo che il suo governo diventasse un fantoccio in mano ai sovietici. I tentativi di questi ultimi di catturarlo non ebbero successo e fu in grado di volare fino agli USA.
Nel 1940, Chiune Sugihara, console giapponese a Kaunas, e sua moglie Yukiko disobbedirono agli ordini e salvarono migliaia di rifugiati ebrei dalla Polonia concedendo loro i visti.
Nel 1941, il Fronte attivista lituano (in lituano: Lietuvos Aktyvistų Frontas) formò un governo clandestino e, in seguito a una rivolta nel mese di giugno che coinvolse tutta la Lituania, un esecutivo provvisorio mantenne la sovranità per un breve periodo.

### Occupazione tedesca

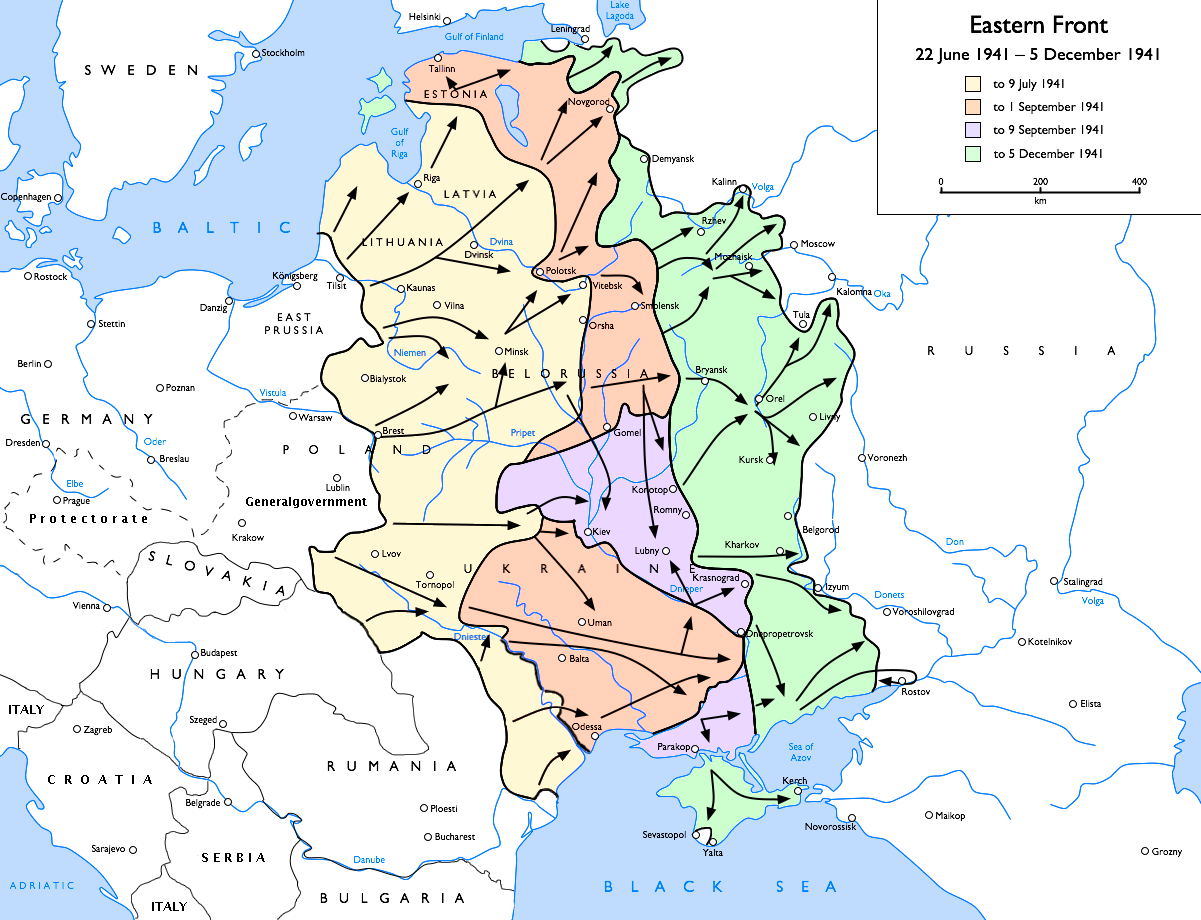
Fronte orientale, giugno 1941-dicembre 1941

I partigiani sovietici iniziarono operazioni di sabotaggio e guerriglia contro le forze tedesche immediatamente dopo l'invasione nazista del 1941. Le attività di questi in Lituania furono in parte supervisionate dal comando del movimento partigiano lituano guidato da Antanas Sniečkus, leader del Partito Comunista, e in parte dal comando centrale del movimento partigiano dell'URSS.
Nel 1943, i nazisti tentarono di allestire una divisione Waffen-SS formata dalla popolazione locale, come fatto già in molte altre zone in Europa, ma a causa del radicato coordinamento tra i gruppi di resistenza, la mobilitazione fu boicottata. La Forza di difesa territoriale lituana (Lietuvos vietinė rinktinė) nacque infine solo nel 1944 sotto il comando lituano, ma fu liquidata dai nazisti solo pochi mesi dopo perché i suoi membri si rifiutavano di ricevere ordini dai loro occupanti.
Non si annoverano nella storia della Lituania durante la seconda guerra mondiale episodi significativi di resistenza armata contro i nazisti. Al contrario, alcuni lituani, incoraggiati dalle vaghe promesse di autonomia della Germania, si unirono ai nazisti. Le tensioni del periodo interbellico sulla regione di Vilnius scatenarono una guerra civile su scala minore tra polacchi - la maggioranza nella soppressa Lituania Centrale - e lituani. Le unità baltiche fomentate dai nazisti, principalmente la polizia segreta lituana, si unirono agli scontri nella zona e fornirono aiuto ai tedeschi nel reprimere la popolazione polacca. Nell'autunno del 1943, l'Armia Krajowa avviò operazioni di ritorsione contro le unità lituane e uccise centinaia di poliziotti per lo più lituani e altri collaboratori durante la prima metà del 1944. Il conflitto culminò con i massacri dei civili polacchi e lituani nel giugno 1944 presso Glitiškės (in polacco Glinciszki) e Dubingiai (Dubinki).
Sempre nel 1943, diversi gruppi politici che agivano in segreto si unirono al Comitato supremo per la liberazione della Lituania (Vyriausias Lietuvos išlaisvinimo komitetas, o VLIK). Il comitato emise una dichiarazione d'indipendenza passata in gran parte inosservata, divenendo invece più conosciuto per il ruolo attivamente assunto soprattutto al di fuori della Lituania tra emigranti e deportati. Esso fu in grado di stabilire contatti nei paesi occidentali e ottenere supporto per le operazioni di resistenza all'interno della Lituania (come nell'Operazione Giungla): inoltre, operò all'estero per molti anni figurando tra gli organi che rappresentavano il governo della Lituania in esilio.
L'esercito di liberazione lituano durante l'occupazione nazista si oppose alle politiche tedesche, ma non avviò alcuna resistenza armata. Questa iniziò a metà del 1944, quando l'Armata Rossa raggiunse i confini lituani dopo l'offensiva di Minsk. L'ELL reclutò per primo partigiani lituani, ostili ai sovietici e tentò di assumere un ruolo centrale nella lotta armata fino a quando non fu soppresso dall'NKVD e dal KGB nell'aprile 1946.
I partigiani ebrei si unirono invece ai sovietici o agirono in maniera autonomia per respingere i tedeschi. Nel settembre del 1943, l'Organizzazione Partigiana Unita (Fareynikte Partizaner Organizatsye), guidata da Abba Kovner, provò a scatenare una rivolta nel ghetto di Vilnius, prodigandosi più tardi nell'eseguire azioni di sabotaggio e guerriglia su scala minore.
Nel luglio del 1944, nell'ambito del piano Tempest, l'esercito nazionale polacco scagliò l'operazione Ostra Brama, al fine di riconquistare l'odierna capitale lituana.
Israele ha riconosciuto 904 lituani (fino al 1º gennaio 2019) come Giusti tra le nazioni per aver tentato a costo della propria stessa esistenza di salvare cittadini ebrei durante l'Olocausto.

### Seconda occupazione sovietica

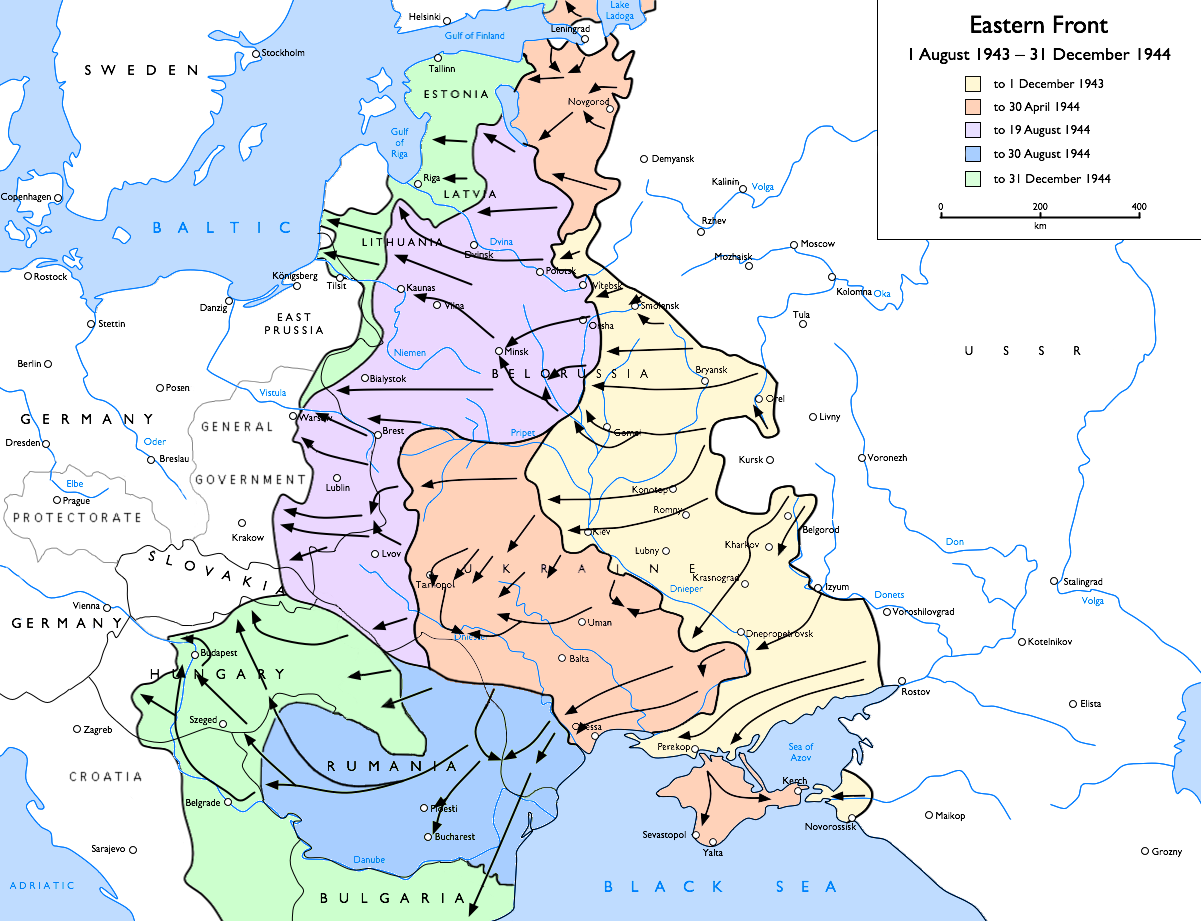
Fronte orientale, agosto 1943-dicembre 1944

I partigiani lituani, noti come Fratelli della foresta, scatenarono scontri a fuoco contro le forze sovietiche non appena il fronte li oltrepassò nel 1944, continuando ad ingaggiare battaglia fino al 1953. Il nucleo di questo movimento era costituito da soldati della Forza di difesa territoriale, privati precedentemente delle loro armi e delle uniformi, e da membri dell'Esercito di liberazione lituano, istituito nel 1941. Pur essendo illegale, i guerriglieri elaborarono un sistema di comunicazioni radio segreto e la stampa di giornali vietati proseguì. Furono migliaia le persone coinvolte attivamente o passivamente contro le autorità sovietiche. Le varie organizzazioni di resistenza alla fine confluirono nel Movimento dei Combattenti per la Libertà Lituana (Lietuvos Laisvės Kovų Sąjūdis o LLKS), la quale effettuò una dichiarazione di indipendenza nel 1949 reso pubblico solo mezzo secolo dopo, quando la Lituania era indipendente da quasi un decennio. Il più famoso tra i partigiani fu probabilmente Juozas Lukša, autore di numerosi testi elaborati mentre combatteva ancora e protagonista di una pellicola incentrata sulla sua figura del 2004 intitolata Vienui Vieni (Completamente solo).
Mentre la resistenza armata cessò negli anni '50, le proteste nonviolente continuarono in varie forme (ad esempio grazie ai lituani che vivono all'estero, la stampa cattolica, la conservazione di tradizioni locali e della lingua lituana, il movimento Sąjūdis, ecc.) fino al 1991, quando la Russia riconobbe l'indipendenza dichiarata da Lituania l'11 marzo 1990.

## Conseguenze
Dopo la fine della seconda guerra mondiale, la resistenza contro il regime sovietico proseguì in tutte e tre le repubbliche. Dal 1945 al 1956, circa 150.000 baltici (30.000 estoni, 40.000 lettoni e 80.000 lituani) furono coinvolti nel movimento nazionale di resistenza partigiana. Le deportazioni effettuate verso la fine degli anni Quaranta e i primi anni Cinquanta ottennero l'effetto deterrente desiderato e impedirono la formazione di nuovi gruppi paramilitari.
Negli anni '90, riottenuta l'indipendenza, in tutti e tre i Paesi baltici, si procedette a riesaminare storicamente gli eventi avvenuti a seguito del conflitto mondiale. Nell'anno 2000, il partigiano sovietico lettone, Vassili Kononov è stato accusato e incarcerato con l'accusa di aver compiuto un crimine di guerra: l'uccisione nel 1944 di 9 persone nel villaggio di Mazie Bati, nella Lettonia orientale.